# STARCAMP EP
STARCAMP EP（スターキャンプ イーピー）是日本女歌手水樹奈奈第17首的單曲。2008年2月6日發售。

## 解說
- 在「still in the groove」後4年半以來，第一次有單曲的第一首歌不是本人作詞。
- 第一张没有使用任何收录歌曲名字的单曲。
- 全碟4首歌皆為主打歌。
- 4曲皆以「天空」為主題
- 單曲名稱「STARCAMP EP」的由來為：因為是第17張單曲，取塔羅牌中第17張牌「星星 (THE STAR)」，以及同樣思想的人所組成的「陣營 (CAMP)」。「EP」則是因為總共四首歌。

## 收錄曲
1. Astrogation
  - 作詞：Hibiki、作曲・編曲：陶山隼
  - 日本電視台系列『音楽戦士 MUSIC FIGHTER』2008年2月主題曲
  - 「Astrogation」有著「宇宙飛行」「宇宙航空學」「天體地質學」「有關於宇宙研究、開發的技術與知識」等涵義。水樹本人對此歌名亦曾表示：「期待大家聽了之後會有什麼樣的解釋。」()
2. COSMIC LOVE
  - 作詞：園田凌士、作曲・編曲：藤田淳平（Elements Garden）
  - 動畫『十字架與吸血鬼』主題曲（OP）
  - DS版『十字架與吸血鬼 七夕的陽海学園小姐』主題曲
3. Dancing in the velvet moon
  - 作詞：水樹奈々、作曲：上松範康、編曲：上松範康・中山真斗（Elements Garden）
  - 動畫『十字架與吸血鬼』片尾曲（ED）
4. 空時計
  - 作詞：SAYURI、作曲・編曲：大平勉